# 공손수
공손수(公孫脩, ? ~ 238년)은 중국 삼국시대의 인물로, 요동군 양평현 사람이다. 요동에서 연왕을 자칭했던 공손연의 아들이다.

## 행적
237년, 공손연이 스스로 연왕(燕王)이라 칭하고 공손수를 세자(世子)로 세웠다.
238년, 위(魏)의 군주 조예가 태위(太尉) 사마의(司馬懿)를 보내어 요동(遼東)을 공격하고 양평(陽平)을 포위하게 하였다.
불리한 전황을 맞은 공손연이 항복을 청하고 공손수를 인질로 삼아 줄 것을 원했으나, 사마의가 매몰차게 거부했고 이 때문에 공손수는 공손연과 함께 도주하였으나 곧 붙잡혀 참수당했다.

## 공손수의 친족관계

### 관련 인물
공손강　공손공　공손연　공손탁　공손황